# Le Barroux
Le Barroux è un comune francese di 659 abitanti situato nel dipartimento di Valchiusa della regione Provenza-Alpi-Costa Azzurra. È conosciuta per la sua abbazia benedettina, l'abbazia di Santa Maddalena.

## Società

### Evoluzione demografica
Abitanti censiti